# Synonema ochrum
Synonema ochrum är en rundmaskart som först beskrevs av Benjamin G. Chitwood 1951.  Synonema ochrum ingår i släktet Synonema och familjen Aponchiidae. Inga underarter finns listade i Catalogue of Life.